# Embalse de Bloemhof

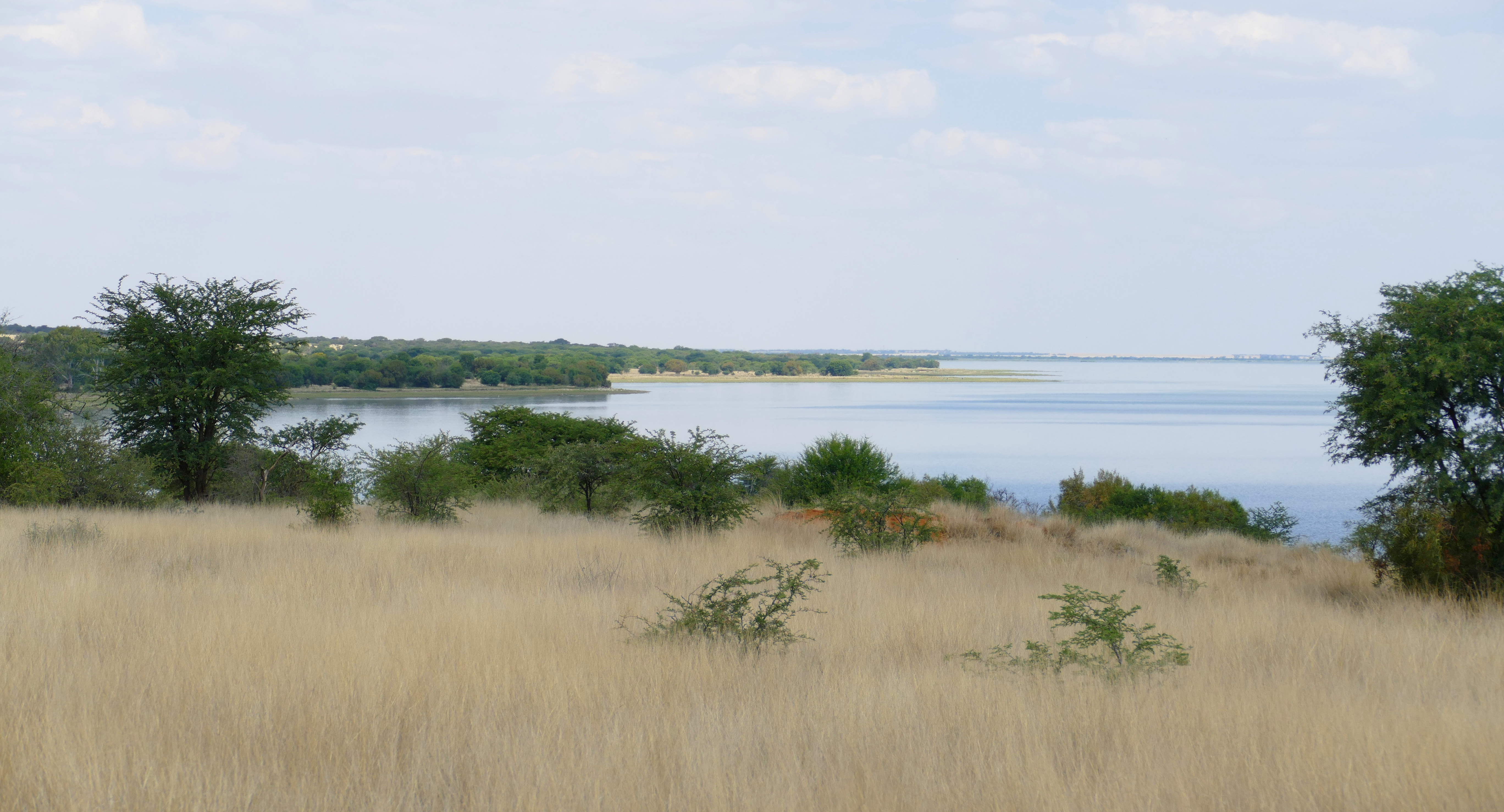
Reserva natural de Bloemhof Dam

El embalse de Bloemhof se encuentra en la confluencia de los ríos Vaal y Vet, en Sudáfrica, en la frontera entre las provincias del Noroeste y el Estado Libre. El embalse es muy estrecho, por lo que necesita una gran longitud para el almacenaje de agua. El área alrededor del embalse es una zona protegida que al encontrarse entre dos provincias, tiene dos reservas, la Reserva natural del embalse de Bloemhof, en la provincia del Noroeste, y la Reserva natural de Sandveld, en el Estado Libre.
El pueblo de Bloemhof se encuentra en la provincia del Noroeste, junto al río Vaal.

## Características
El embalse, en el río Vaal, en el Área de gestión de agua del Vaal medio, se construyó en la década de 1960, con una capacidad de 1260 hm3 y una superficie de 223 km2. La presa tiene 33 m de altura y 4270 m de longitud. Se alimenta con aguas excedentes del embalse de Vaal, aguas arriba, en Gauteng, así como de las lluvias recogida en las áreas de captación de los ríos Vaal, Vet, Vals y Sand.
El embalse de Bloemhof suministra agua a la presa de Vaalharts y su sistema de regadíos, y también al Esquema de regadío de Klip Dam–Barkly, el Esquema de aguas del Gobierno de Vaal Gamagara, el Esquema de regadío Douglas y varios granjeros privados entre Bloemhof y la confluencia del río Vaal con el Orange, así como agua de boca a Kimberley, y para controlar las crecidas.
En 2025 se detecta que la presa de Bloemhof sufre daños estructurales.

## Subsistema Bloemhof
Los embalses de Bloemhof, Vaal, Grootdraai y Sterkfontein (en el río Wilge)  forman parte del subsistema Bloemhof, que es parte del Gran sistema integrado del río Vaal. Asimismo, los embalses de Woodstock y Driel, en el río Thukela, forman el Esquema de trasvase de Thukela, en el área de captación del Vaal.

## Vaalharts
El embalse de Bloemhof forma parte del Esquema de riego de Vaalharts, que cubre 369,5 km2 en la provincia del Cabo Septentrional, situado en la confluencia de los ríos Vaal y Harts, e iniciado en 1934. El agua del río Vaal se desviaba a un sistema de canales con una extensión de 1176 km que irrigaban 398 km2 desde la presa de Vaalharts, alimentada por el embalse de Bloemhof.
La presa de Valharts, de concreto y en línea recta, tiene una altura de 11 m y 750 m de longitud, y se encuentra a 1175 m de altitud, en una zona rica en granjas, con unas precipitaciones de 450 mm que caen principalmente entre enero y marzo, con temperaturas en verano de 16-32 oC, y en invierno de 1-16 oC, con cultivos sobre todo de trigo, maíz y algodón.